# Yeisy Soto
Yeisy Paola Soto Núñez (Cartagena, Bolívar, 7 de abril de 1996) es una voleibolista colombiana, que formaba  parte de la selección femenina de voleibol de Colombia. En el año 2010 recibió su primer llamado para integrar la selección del departamento de Bolívar.

## Clubes
| Club                         | País     | Año       |
| ---------------------------- | -------- | --------- |
| Liga Bolivarense de Voleibol | Colombia | 2014-2015 |
| Alianza Lima                 | Perú     | 2015-2016 |
| Béziers Volley               | Francia  | 2016-2022 |
| Rote Raben Vilsbiburg        | Alemania | 2022-Act. |